# Stazione meteorologica di Nusco
La stazione meteorologica di Nusco è la stazione meteorologica di riferimento relativa alla località di Nusco.

## Coordinate geografiche
La stazione meteo si trova nell'Italia meridionale, in Campania, in provincia di Avellino, nel comune di Nusco, a 914 metri s.l.m. e alle coordinate geografiche 40°53′N 15°05′E.

## Dati climatologici
In base alla media trentennale di riferimento 1961-1990, la temperatura media del mese più freddo, gennaio, si attesta a +2,2 °C; quella del mese più caldo, agosto, è di +21,4 °C .
| Nusco              | Mesi | Mesi | Mesi | Mesi | Mesi | Mesi | Mesi | Mesi | Mesi | Mesi | Mesi | Mesi | Stagioni | Stagioni | Stagioni | Stagioni | Anno |
| Nusco              | Gen  | Feb  | Mar  | Apr  | Mag  | Giu  | Lug  | Ago  | Set  | Ott  | Nov  | Dic  | Inv      | Pri      | Est      | Aut      | Anno |
| ------------------ | ---- | ---- | ---- | ---- | ---- | ---- | ---- | ---- | ---- | ---- | ---- | ---- | -------- | -------- | -------- | -------- | ---- |
| T. max. media (°C) | 4,6  | 5,5  | 8,8  | 13,2 | 18,2 | 24,0 | 27,1 | 27,9 | 23,6 | 16,9 | 11,2 | 7,2  | 5,8      | 13,4     | 26,3     | 17,2     | 15,7 |
| T. min. media (°C) | −0,1 | 0,0  | 2,4  | 5,3  | 8,6  | 12,3 | 14,8 | 15,0 | 12,3 | 8,4  | 4,8  | 1,7  | 0,5      | 5,4      | 14,0     | 8,5      | 7,1  |